# Разипурам Кришнасвами Нарайан
Разипурам Кришнасвами Нара́йан (там. ஆர். கே. நாராயணன், Rasipuram Krishnaswami Iyer Narayanaswami; 10 октября 1906 — 13 мая 2001) — индийский писатель
, более всего известный своими произведениями о вымышленном южноиндийском городе Мальгуди. Считается одним из крупнейших индийских англоязычных писателей XX века. Первоначально добился успеха благодаря помощи своего наставника Грэма Грина, который организовал публикацию его первых четырёх книг.
По национальности был тамилом. Родился в образованной семье директора школы Р. В. Кришнасвами и большую часть детства ввиду занятости родителей провёл с бабушкой, которая много сделала для его образования. С детства, как и все члены его семьи, разговаривал в основном на английском. Учился в лучших школах сначала Мадраса, затем Майсура (после перевода туда его отца), увлекался чтением. После завершения получения среднего образования поступил со второй попытки в 1926 году в колледж Майсура и в 1930 году получил степень бакалавра. После чего некоторое время, как и его отец, работал учителем, но затем решил стать писателем, хотя первые годы писал почти исключительно небольшие статьи в газеты. В 1935 году был опубликован его, написанный за пять лет до этого, роман «Свами и его друзья», повествующий об индийских школьниках, живущих в вымышленном городе Мальгуди.
Всего за свою жизнь написал 34 романа, несколько научных работ, сделал прозаические переложения «Рамаяны» и «Махабхараты». Основной тематикой его произведений являются разнообразные социальные проблемы индийского общества, в том числе критика разнообразных пережитков, таких как кастовые различия, астрологические суеверия и так далее. Его произведения в основной своей массе написаны простым языком и с большой долей юмора. Творчество писателя было отмечено в Индии большим количеством различных премий, в том числе второй по величине гражданской награды Индии Падма Вибхушан. Его книги переведены на десятки языков.

## Издания на русском языке
- Нарайан Р. К. Боги, демоны и другие / Пер. с англ. Ю. С. Родман. — М.: Наука, Главная редакция восточной литературы, 1974. — 256 с.
- Нарайан Р. К. Продавец сладостей. Роман. Рассказы / Пер. с англ. Н. М. Демуровой, И. М. Бернштейн, Ю. С. Родман. — М.: Прогресс, 1975. — 448 с. — (Мастера современной прозы).
- Нарайан Р. К. Художник малюет вывески / Пер. с англ. [И. Гуровой]. — М.: Прогресс, 1979. — 214, [2] с.
- Нарайан Р. К. Тигр для Мальгуди. Сб / Пер. с англ. — М.: Радуга, 1986. — 368 с.
- Нараян Р. К. Любитель поговорить. Повесть, рассказы / Пер. с англ. и сост. А. Словесного. — М.: Известия, 1990. — 186 с. — (Библиотека журнала Иностранная литература).